# Ľubomír Guldan
Ľubomír Guldan (ur. 30 stycznia 1983 w Bańskiej Bystrzycy) – słowacki piłkarz, występujący na pozycji obrońcy. Pięciokrotny reprezentant Słowacji. 

## Życiorys
Swoją karierę zaczął w FC Senec, z którego w 2007 przeszedł do szwajcarskiego FC Thun. Rok później powrócił do ojczyzny i podpisał kontrakt z MŠK Žilina. Latem 2011 został zawodnikiem bułgarskiego Łudogorca Razgrad. 
Przed sezonem 2013/2014 związał się dwuletnią umową z Zagłębiem Lubin. 8 stycznia 2021, po reprezentowaniu klubu przez osiem lat, podjął decyzję o zakończeniu kariery, zostając dyrektorem sportowym Zagłębia. Pełnił tę funkcję do 16 listopada 2022.

## Sukcesy

### MŠK Žilina
- Mistrzostwo Słowacji (2): 2009/10, 2011/12
- Superpuchar Słowacji (1): 2010

### Łudogorec Razgrad
- Mistrzostwo Bułgarii (2): 2011/12, 2012/13
- Puchar Bułgarii (1): 2011/12
- Superpuchar Bułgarii (1): 2012